# 安道爾—法國關係
安道尔－法国关系是安道尔和法国之间的双边关系。这两个国家都是欧洲委员会、法语国家及地区国际组织和联合国的成员。

## 历史
安道尔和法国有着不同寻常的长期关系。安道尔由查理曼创建，作为法国和倭马亚征服西班牙后的缓冲国。1278年，根据帕雷奇协议，安道尔在乌格尔伯爵的法国继承人与乌格尔的西班牙主教发生争执后，接受了对一名法国亲王和一名西班牙亲王的联合效忠。700多年来，安道尔由法国的领袖和西班牙的乌格尔主教共同统治。1607年，一份法国皇家诏书确立了法国国家元首和乌格尔主教共同担任安道尔大公。1936年，西班牙内战期间，法国派遣军队保护安道尔不受内战蔓延的影响。第二次世界大战期间，安道尔成为从维希法国到中立西班牙的重要走私路线。
《安道尔与法国、西班牙睦邻友好合作联合条约》签署后，两国正式建立外交关系。安道尔通过了一项新宪法，将其确立为议会民主制。法国总统和乌格尔主教共同担任安道尔大公。1993年，法国在安道尔城开设了法国大使馆。1967年10月，法国总统戴高乐访问安道尔。这是法国总统第一次访问这个国家。戴高乐总统于1969年第二次访问该国。自那以后，两国领导人进行了几次双边访问。
法国公民是前往安道尔旅游的第二大国家（仅次于西班牙）。法国公民也是安道尔第三大外国居民，有3000名法国公民居住在安道尔。

## 双边协议
两国签署了一些双边协议，如《睦邻友好合作条约》、《关于边界划定和水资源联合管理的协定》、《民防技术合作与互助协议》、关于跨境警察和海关合作的协议以及关于提高阿列日河畔塔拉斯孔和安道尔边境之间的RN 20、230和22公路可行性的协议。

## 贸易
法国是安道尔的第二大贸易伙伴（仅次于西班牙）。2016年，法国提供了安道尔15%的进口，获得了安道尔15%的出口。安道尔对法国的主要出口包括烟草和家具。法国对安道尔的出口包括该国的许多基本食品、电力和燃料。有几家法国跨国公司在安道尔经营。

## 常驻外交使团

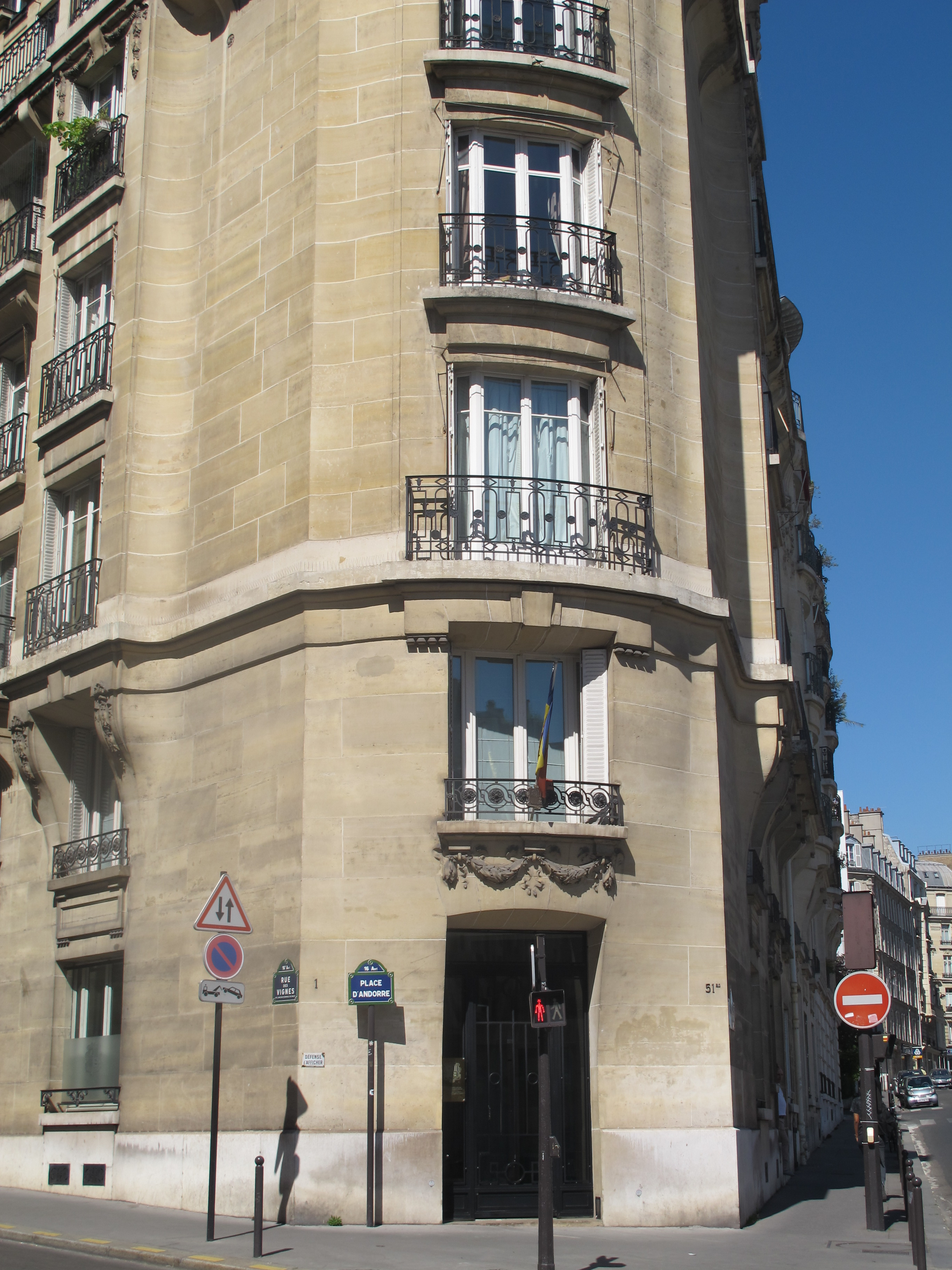
安道尔驻巴黎大使馆

- 安道尔在巴黎设有大使馆。[5]
- 法国在安道尔城设有大使馆。[6]